# ARN mesager
ARN mesager este o moleculă de ARN ce are rolul de a copia informația genetică a unei catene de ADN, proces numit transcripție. La procariote (bacterii) ARN mesager copiază informația genetică a mai multor gene situate alăturat. La eucariote ARN mesager copiază informația genetică a unei singure gene. Poartă mesajul genetic înscris în secvența sa de ribonucleotide. ARN mesager este monocatenar și are o lungime variabilă, în funcție de lungimea genei (ADN) pe care a transcris-o, de mărimea mesajului genetic purtat. El se asociază cu ribozomii din citoplasma celulară, la nivelul cărora dictează secvența de aminoacizi din catena polipeptică. După ce molecula de ARN își îndeplineste rolul său de mesager, el este supus hidrolizei enzimatice și depolimerizat.